# Nord-Pas-de-Calais
Nord-Pas-de-Calais đã từng là một vùng của nước Pháp, bao gồm hai tỉnh: Nord và Pas-de-Calais. Thủ phủ của vùng này là thành phố Lille.
Từ ngày 1 tháng 1 năm 2016, nó là một phần của khu vực mới Hauts-de-France. Nó bao gồm các tỉnh Nord và Pas-de-Calais. Nord-Pas-de-Calais giáp với Eo biển Anh (phía tây), Biển Bắc (tây bắc), Bỉ (phía bắc và phía đông) và Picardy (nam). Phần lớn khu vực này từng là một phần của Hà Lan (thuộc miền Nam) lịch sử, nhưng dần dần trở thành một phần của nước Pháp từ năm 1477 đến năm 1678, đặc biệt là dưới thời trị vì của vua Louis XIV. Các tỉnh của Pháp lịch sử trước Nord-Pas-de-Calais là Artois, Flanders Pháp, Pháp Hainaut và (một phần) Picardy. Những tên gọi cấp tỉnh này vẫn thường được người dân sử dụng.

## Kinh tế
Vào năm 2014, GDP Nord-Pas de Calais đạt 140 tỷ Euro, trở thành nền kinh tế lớn thứ tư của Pháp, mặc dù con số này phải được đặt trong bối cảnh dân số lớn trong khu vực. Trên thực tế, khu vực này chỉ đứng ở vị trí thứ 16 trên 24 đối với GDP bình quân đầu người vào năm 2014 với 34.422 euro.
Tỷ lệ thất nghiệp cao hơn mức trung bình của cả nước. Khoảng 11% dân số thất nghiệp vào năm 2014, đặc biệt là những người từ 18 đến 25 tuổi.
Nền kinh tế chủ yếu do ngành dịch vụ dẫn đầu, sử dụng 75% dân số lao động, tiếp theo là sản xuất (23%) và nông nghiệp (2%).